# Aleš Podhorský
Aleš Podhorský, vlastním jménem Antonín Pasáček (19. dubna 1900 Holešov – 19. srpna 1964 Praha), byl český divadelní režisér, herec, pedagog a odborný publicista.

## Život
Po studiu na gymnáziu se v roce 1923 připojil k divadelní společnosti O. Alferiho jako herec a režisér, od roku 1924 do roku 1926 pak působil u divadelní společnosti J. Burdy, přičemž s ní od roku 1925 vystupoval v Kladně. V herecké tvorbě se školil soukromě od roku 1924 u herce a režiséra ND Jaroslava Hurta (1877–1959).
V letech 1926 až 1928 byl v angažmá ve Východočeském divadle v Pardubicích, kde vykonával i funkci šéfa činohry. Následně (1928) přešel jako režisér (činný též herecky) do Zemského divadla v Brně, v letech 1935 až 1936 byl paralelně šéfem činohry, 1936–1937 jejím šéfrežisérem.
Začátkem roku 1937 odešel do Prahy, do činohry Národního divadla. Zde byl angažován až do července 1951, režii se však věnoval jen do roku 1949. Na scénách ND inscenoval téměř 60 her. Rovněž zde vytvořil přes 40 menších hereckých rolí, především v hrách, které sám režíroval.
Současně ve válečných letech 1941 až 1944 pohostinsky pracoval jako vrchní režisér Lidového divadla Uranie v Praze.
Ještě v době, kdy byl členem ND, byl jmenován v lednu 1949 ředitelem Státního divadla v Brně (1949–1950), v tomto období zároveň vykonával funkce uměleckého šéfa a režiséra činohry.
Od srpna 1950 působil jako režisér v Divadle na Vinohradech, v sezóně 1950–1951 i jako umělecký šéf. Po odchodu z ND zůstal i nadále v Divadle na Vinohradech a to až do července 1953. Následně se vrátil do Brna na místo uměleckého šéfa a režiséra činohry Státního divadla. V roce 1958 z Brna odešel zpět do Prahy, do Divadla S. K. Neumanna, kde působil až do své smrti.
Zabýval se i pedagogickou činností, za okupace učil na pražské konzervatoři, po osvobození na Divadelní fakultě AMU a Janáčkově Akademii múzických umění v Brně.

## Citát
Podhorského jsem prostě jako režiséra miloval od prvního setkání. Báječně jsem mu rozuměl. Neměl ve zvyku moc teoretizovat. Býval stručný, jeho výklad prostý, ale pokaždé seděl. Svými inscenacemi dosahoval mimořádného účinu a proto je obecenstvo mělo rádo. Od Aleše Podhorského jsem si dodnes uchoval několik ryze praktických jevištních rad. Patří k nim i ta, že pro herce je nejdůležitější první vstup na jeviště. "Jak vstoupíš, už musíš udělat dojem". Měl pravdu. Mockrát se mi to potvrdilo.
František Filipovský

## Ocenění
- 1939 Národní cena
- 1954 titul zasloužilý umělec

## Vybrané divadelní režie
- 1936 William Shakespeare: Hamlet, Zemské divadlo Brno
- 1936 J. K. Tyl: Kutnohorští havíři aneb Krvavý soud, Stavovské divadlo
- 1937 Frank Tetauer: Svět, který stvoříš, Stavovské divadlo
- 1937 F. A. Šubert: Jan Výrava, Národní divadlo
- 1938 Jaroslav Kvapil: Oblaka, Stavovské divadlo
- 1938 Vilém Werner: Noví lidé, Stavovské divadlo
- 1938 Ladislav Stroupežnický: Naši furianti, Stavovské divadlo
- 1939 F. X. Svoboda: Čekanky, Stavovské divadlo
- 1939 Antonín Dvořák: Čert a Káča (opera), Národní divadlo
- 1940 Oscar Wilde: Ideální manžel, Prozatímní divadlo
- 1940 Antonín Dvořák: Jakobín (opera), Národní divadlo
- 1940 William Shakespeare: Mnoho povyku pro nic, Prozatímní divadlo
- 1941 Frank Tetauer: Zpovědník, Prozatímní divadlo
- 1941 Zdeněk Štěpánek: Nezbedný bakalář, Prozatímní divadlo
- 1942 Manfred Hausmann: Lilofee, Prozatímní divadlo
- 1943 bratří Mrštíkové: Maryša, Národní divadlo
- 1943 A. J. Urban: Stvoření lásky, Prozatímní divadlo
- 1943 Ladislav Stroupežnický: Naši furianti, Národní divadlo
- 1945 Jan Drda: Hrátky s čertem, Stavovské divadlo
- 1946 N. F. Pogodin: Kremelský orloj, Stavovské divadlo
- 1946 Maxim Gorkij: Jegor Bulyčev, Stavovské divadlo
- 1947 A. V. Suchovo-Kobylin: Svatba Krečinského, Stavovské divadlo
- 1948 A. N. Ostrovskij, Les, Národní divadlo
- 1948 I. S. Turgeněv: Měsíc na vsi, Stavovské divadlo
- 1950 Molière: Bařtipán, Státní divadlo Brno
- 1951 I. Ťing, Dž Cho Ťing: Dívka s bílými vlasy, Divadlo československé armády
- 1953 J. P. Čepurin: Stalingradci, Divadlo československé armády
- 1955 William Shakespeare: Zkrocení zlé ženy, Státní divadlo Brno
- 1956 William Shakespeare: Othello, Státní divadlo Brno

## Vybrané divadelní role
- 1932 J. W. Goethe: Faust, Mefisto, Státní divadlo Brno, režie R. Walter
- 1937 F. A. Šubert: Jan Výrava, Maršálek, Rychtář Matouš, Národní divadlo, režie Aleš Podhorský
- 1937 Frank Tetauer: Svět, který stvoříš, Václav Linhart, Stavovské divadlo, režie Aleš Podhorský
- 1938 Ladislav Stroupežnický: Naši furianti, Pavel Kožený, Karel Kudrlička, Stavovské divadlo, režie Aleš Podhorský
- 1938 Vilém Werner: Noví lidé, Vojta Závora, Stavovské divadlo, režie Aleš Podhorský
- 1939 A. N. Ostrovskij: Les, Karp, Stavovské divadlo, režie Jiří Frejka
- 1939 Jiří Mahen: Janošík, Gajdoščík, Prozatímní divadlo, režie Jan Bor
- 1941 Zdeněk Štěpánek: Nezbedný bakalář, Pan Václav Běšina z Běšin, Prozatímní divadlo, režie Aleš Podhorský
- 1942 Manfred Hausmann: Lilofee, Kulle, Prozatímní divadlo, režie Aleš Podhorský
- 1943 Ladislav Stroupežnický: Naši furianti, Matěj Šumbal, Národní divadlo, režie Aleš Podhorský
- 1943 bratří Mrštníkové: Maryša, Strouhal, Národní divadlo, režie Aleš Podhorský
- 1945 Jan Drda: Hrátky s čertem, Belzebub, Omnimor, Stavovské divadlo, režie Aleš Podhorský
- 1946 N. F. Pogodin: Kremelský orloj, Hodinář, Duchovní, Starší dělník, Stavovské divadlo, režie Aleš Podhorský
- 1947 A. V. Suchovo-Kobylin: Svatba Krečinského, Fedor, Stavovské divadlo, režie Aleš Podhorský
- 1948 N. V. Gogol: Revisor, Abdulin, Národní divadlo, režie Jindřich Honzl
- 1948 A. N. Ostrovskij, Les, Evžen Apollonovič Milonov, Národní divadlo, režie Aleš Podhorský

## Filmografie

### Filmové role
- 1953 Kavárna na hlavní třídě (policejní úředník)
- 1953 Komedianti (četník)
- 1947 Jan Roháč z Dubé (Menhart)

### Filmové režie
- 1959 Ze života hmyzu (TV divadelní představení)
- 1934 Hříchy mládí